# 6e corps de la Grande Armée
Le 6e corps de la Grande Armée est une formation militaire française du Premier Empire. Créé au camp de Boulogne et initialement commandé par le maréchal Michel Ney, il se bat sous les ordres de ce dernier de 1805 à 1811 durant les campagnes d'Allemagne, de Prusse et de Pologne et d'Espagne. Le général Jean Gabriel Marchand dirige également le corps pendant une courte période en l'absence de son chef. 
Au début de l'année 1811, Ney est démis de ses fonctions par le maréchal André Masséna pour insubordination et ses troupes sont brièvement confiées au général Louis Henri Loison jusqu'à la dissolution du corps en mai de la même année. Le 6e corps est reconstitué en 1812 en prévision de la campagne de Russie et placé sous les ordres du général Laurent de Gouvion-Saint-Cyr ; il est alors exclusivement composé de soldats bavarois. Presque entièrement détruit au cours de la retraite française, il est étoffé de nouveau en 1813 avec des contingents français. 
Sous la conduite du maréchal Auguste de Marmont, le 6e corps prend part à la campagne de Saxe, notamment aux batailles de Dresde et de Leipzig, ainsi qu'à la campagne de France de 1814, qui s'achève par la première abdication de Napoléon. Lors de la campagne de Belgique en 1815, le corps participe à la bataille de Waterloo où il est commandé par le général Georges Mouton.

## Historique

### 1805-1807

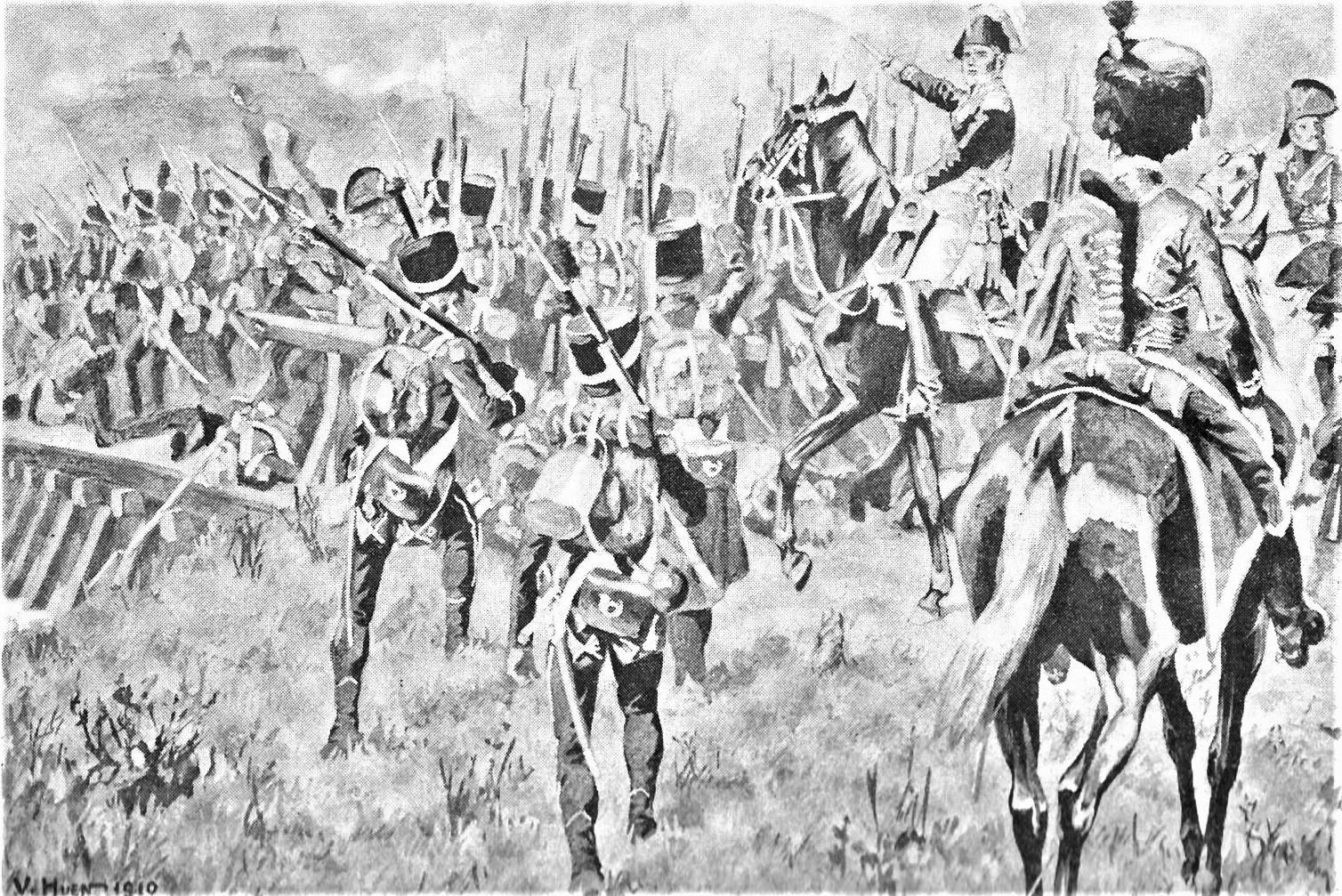
Le maréchal Ney à la bataille d'Elchingen, le 14 octobre 1805. Illustration de Victor Huen.

Sous les ordres de Ney, le 6e corps franchit le Rhin à proximité de Karlsruhe dans la nuit du 24 au 25 septembre 1805, à l'ouverture de la guerre de la troisième coalition. La progression de la Grande Armée de Napoléon dévie ostensiblement au sud, en direction du Danube ; le corps de Ney, placé à droite du dispositif, constitue à ce titre le pivot de la manœuvre. L'armée française arrive sur les bords du Danube non loin de Donauwörth et, dès le 7 octobre, commence à se regrouper sur la rive sud du fleuve, le 6e corps demeurant quant à lui sur la rive nord. 
Le 9 octobre, la 3e division du corps de Ney, commandée par le général Jean-Pierre Firmin Malher, défait les Autrichiens au combat de Günzburg. Deux jours plus tard, la 1re division du général Pierre Dupont se retrouve nez-à-nez avec 25 000 Autrichiens lors de la bataille de Haslach-Jungingen. Contre toute attente, les troupes françaises pourtant largement inférieures en nombre résistent toute la journée aux attaques adverses, incitant les Autrichiens à battre en retraite. Le 14 octobre, Ney affronte le petit corps autrichien du général Johann von Riesch au cours de la bataille d'Elchingen. Grâce à un emploi judicieux de la 2e division du général Louis Henri Loison, soutenue par Malher, le maréchal bat les forces de Riesch auxquelles il inflige de lourdes pertes. 
La division Dupont et la cavalerie du 6e corps menée par le général Jacques Louis François de Tilly participent dans la foulée, aux côtés du maréchal Joachim Murat, à la destruction de la colonne autrichienne de Werneck. Peu après, les troupes de Dupont sont détachées du corps et combattent à la bataille de Dürenstein le 11 novembre. Avec ses deux autres divisions, Ney pénètre dans le Tyrol où, le 4 novembre 1805, l'une de ses colonnes est repoussée à Scharnitz tandis qu'une autre fait prisonnier 900 Autrichiens à Leutasch.
Pendant la guerre de la quatrième coalition, le 6e corps prend part à la bataille d'Iéna le 14 octobre 1806. Il sert également au siège de Magdebourg du 22 octobre jusqu'à la reddition de cette place par le général Kleist le 11 novembre avec 22 000 soldats prussiens, 800 officiers, 20 généraux et 700 pièces d'artillerie. Le 25 décembre, le général Jean Gabriel Marchand, avec 6 000 hommes et 12 canons du 6e corps, défait 3 000 Prussiens à Soldau. Le corps de Ney débouche tardivement sur le champ de bataille d'Eylau le 8 février 1807, à 19 h 15. Les 5 et 6 juin suivant, 17 000 hommes sous les ordres du maréchal tiennent tête à 63 000 Russes lors de la bataille de Guttstadt. Le 6e corps contre-attaque enfin victorieusement à la bataille de Friedland le 14 juin.

### 1808-1811
De 1808 à 1811, le 6e corps se bat dans la péninsule Ibérique. En 1808, son effectif est d'environ 20 000 hommes répartis entre la brigade de cavalerie du général Auguste François-Marie de Colbert-Chabanais, la 1re division du général Marchand et la 2e division du général Joseph Lagrange (remplacé ultérieurement par le général Maurice Mathieu). Ney entreprend tout d'abord d'occuper la province de Galice, au nord-ouest de l'Espagne, mais il doit évacuer cette région en juin 1809. Le corps participe ensuite à la vaine tentative d'encerclement de l'armée britannique après la bataille de Talavera. Alors qu'elles regagnent le nord, les troupes de Ney dispersent le contingent hispano-portugais du général Wilson à Puerto de Baños le 12 août. 
À l'automne 1809, Ney obtient un congé en France et cède temporairement la direction du corps au général Marchand. Sous les ordres de ce dernier, le 6e corps essuie une défaite face aux Espagnols à la bataille de Tamames le 18 octobre. Il prend néanmoins sa revanche le 28 novembre à la bataille d'Alba de Tormes, où il opère sous les ordres du général François Étienne Kellermann. Le combat est surtout l'œuvre de la cavalerie du général Lorcet et des dragons de Kellermann, l'infanterie de Marchand arrivant juste à temps pour parachever la victoire.

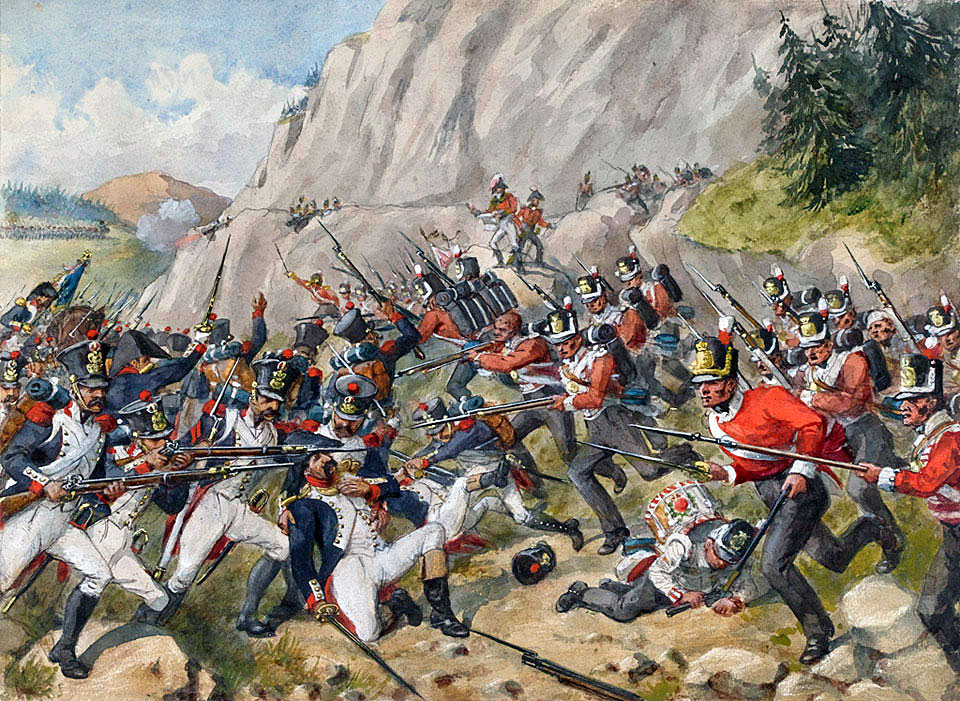
Bataille de Buçaco, 27 septembre 1810 : les 43e et 52e régiments d'infanterie légère britanniques attaquent les soldats français de la division Loison. Illustration de Richard Simkin.

Ney ayant repris son commandement, le 6e corps participe à la troisième invasion française du Portugal en 1810. Du 26 avril au 9 juillet, il fait le siège de Ciudad Rodrigo qui finit par capituler. Les pertes françaises se montent à environ 1 200 hommes alors que celles des Espagnols sont de 461 tués, 994 blessés et 4 000 prisonniers. Le 24 juillet a lieu la bataille de la Côa où la division Loison oblige la division légère anglo-portugaise à se réfugier derrière la rivière Côa, manquant de peu d'anéantir l'unité tout entière. Ney commet toutefois une erreur d'appréciation en ordonnant à ses hommes de franchir le pont traversant la rivière, entraînant de lourdes pertes côté français. Les Alliés comptent en définitive 36 tués, 189 blessés et 83 disparus ; les Français déplorent quant à eux 117 tués et 414 blessés. Le lendemain de cet affrontement, le 6e corps met le siège devant Almeida. Le 26 août, un tir chanceux des canonniers français fait exploser le principal dépôt de munitions portugais, tuant 600 hommes et détruisant une bonne partie des défenses de la ville. La garnison hisse le drapeau blanc le jour suivant.
Le 6e corps participe activement à la bataille de Buçaco le 27 septembre 1810 : la division Loison perd 1 252 hommes, dont le général de brigade Édouard-François Simon fait prisonnier. La division Marchand laisse sur le terrain 1 173 soldats tandis que le général Julien Auguste Joseph Mermet ne fait état que de 24 hommes hors de combat au sein de sa troupe. Au cours de l'évacuation du Portugal par l'armée française, Ney se distingue dans plusieurs combats d'arrière-garde à Pombal, Redinha, Casal Novo et Foz de Arouce du 11 au 15 mars 1811. Une semaine plus tard, le commandant en chef du 6e corps refuse d'obéir à un ordre direct de son supérieur, le maréchal André Masséna, qui le relève de ses fonctions sur le champ. 
De fait, c'est le général Loison qui dirige le corps à la bataille de Fuentes de Oñoro, le commandement de son ancienne division étant assurée par le général Claude-François Ferey. Au cours des combats du 3 mai, les divisions Ferey et Marchand enregistrent 76 tués, 409 blessés et 167 disparus, pour un total de 652 victimes. Le 5 mai, les trois divisions du 6e corps perdent encore 107 tués, 804 blessés et 33 disparus. Peu après la bataille, le nouveau général en chef de l'armée, le maréchal Auguste de Marmont, remanie en profondeur l'organisation de ses forces ; le 6e corps est alors dissous et plusieurs généraux, dont Marchand et Mermet, sont renvoyés en France.
Alors que le corps de Ney stationne en Espagne, un second 6e corps est formé en Italie pendant la guerre de la cinquième coalition. À la fin du mois d'avril 1809, Napoléon autorise en effet son fils adoptif, le prince Eugène de Beauharnais, à prendre le commandement de l'armée d'Italie, composée des 5e, 6e et 12e corps. Eugène nomme à la tête du 6e corps le général Paul Grenier, qui a sous ses ordres le 8e régiment de hussards ainsi que deux divisions d'infanterie menées par les généraux François Durutte et Michel Marie Pacthod. Ce dernier n'ayant pas encore rejoint son affectation, le général de brigade Louis Jean Nicolas Abbé commande provisoirement la division à sa place lors de la bataille de Caldiero, du 29 au 30 avril, ainsi qu'à la bataille du Piave le 8 mai. Pacthod rallie l'armée juste à temps pour participer aux côtés de Durutte à la bataille de Malborghetto du 15 au 17 mai. 
Le 25, Grenier remporte la victoire de Sankt Michael avec la division Durutte et celle du général Jean-Mathieu Seras attachée à son corps. À la bataille de Raab le 14 juin 1809, le commandant du 6e corps dirige l'action des divisions Durutte et Seras engagées au plus fort des combats tandis que les hommes de Pacthod sont gardés en réserve ; cependant, les Autrichiens ayant repoussé la première attaque française, ceux-ci finissent également par prendre part à l'action. Après sa victoire, l'armée d'Italie fait sa jonction avec le gros des troupes de Napoléon et est de ce fait présente à la bataille de Wagram, les 5 et 6 juin. La division Durutte fait partie des troupes chargées d'attaquer les positions autrichiennes dans la soirée du 5 mai, mouvement qui se solde par un échec. Le lendemain, les soldats de Pacthod s'emparent du village de Deutsch-Wagram à l'issue d'un vif combat pendant que ceux de Durutte couronnent sur leur droite le plateau de Russbach.

### 1812-1814

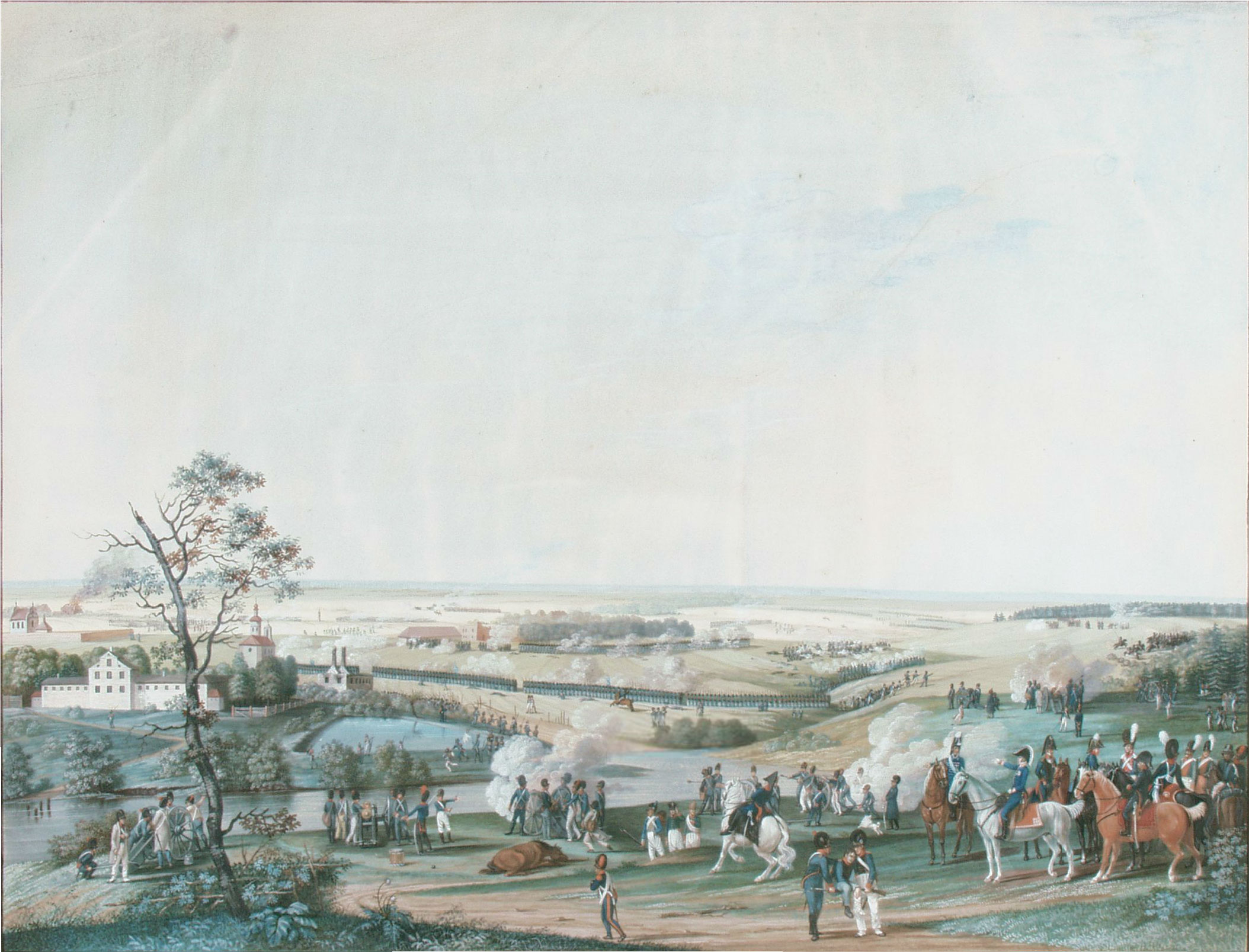
Les troupes bavaroises à la première bataille de Polotsk, le 18 août 1812 (peinture anonyme).

Le 6e corps est reconstitué en 1812 en prévision de la campagne de Russie et placé sous les ordres du général Laurent de Gouvion-Saint-Cyr. Il est alors exclusivement composé de soldats bavarois. À la première bataille de Polotsk, du 16 au 18 août, les Bavarois et le 2e corps d'armée français subissent à eux deux une perte de 6 000 hommes, parmi lesquels les généraux bavarois Deroy et Siebein tués ainsi que Vincenti et Raglowitsch blessés. En récompense de cette victoire chèrement acquise, Saint-Cyr est élevé à la dignité de maréchal d'Empire. Du 18 au 20 octobre se déroule la seconde bataille de Polotsk qui contraint cette fois les troupes franco-bavaroises à se replier au sud-ouest après avoir eu 8 à 9 000 hommes hors de combat. Un contingent de 2 100 Bavarois rescapés est capturé à Thorn le 16 avril 1813 à l'issue d'un siège de deux mois. 
Au printemps 1813, le 6e corps est reformé avec des unités françaises : sous la conduite du maréchal Marmont, il est présent à la bataille de Lützen le 2 mai, où la 20e division du général Jean Dominique Compans et la 21e division du général Jean Pierre François Bonet sont engagées. Les 20 et 21 mai, les troupes de Marmont servent également à la bataille de Bautzen, au cours de laquelle la 22e division du général Jean-Parfait Friederichs se joint au combat aux côtés de Compans et de Bonet. L'armistice de l'été 1813 étant arrivé à expiration, le corps prend part à la bataille de Dresde les 26 et 27 août ; à cette époque, Lagrange remplace Bonet au commandement de la 21e division. Au cours de la bataille de Leipzig, Marmont défend le secteur nord contre les forces prussiennes du maréchal Gebhard von Blücher. Après des combats acharnés le 16 octobre, le 6e corps est défait par une charge massive de la cavalerie prussienne. Deux jours plus tard, la cavalerie wurtembergeoise attachée au corps fait défection et rejoint les rangs des Coalisés. Le dernier affrontement livré par le 6e corps en territoire allemand est la bataille de Hanau les 30 et 31 octobre 1813.

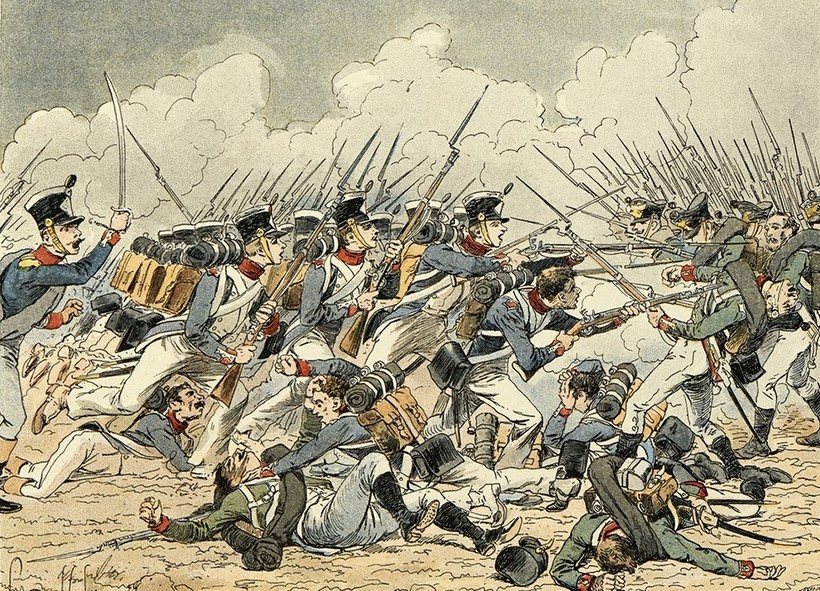
Les « Marie-Louise » à la bataille de Champaubert, le 10 février 1814. Illustration de Louis Bombled.

Marmont conserve le commandement du corps durant la campagne des Six-Jours, disputée sur le sol français au début de l'année 1814. À la bataille de Champaubert, le 10 février, ses troupes détruisent un contingent russe inférieur en nombre et font prisonnier son commandant. Le maréchal est alors chargé de surveiller les agissements d'une partie de l'armée de Blücher tandis que Napoléon doit attaquer le reste avec le gros de ses forces. Marmont parvient à ralentir l'avance prussienne, donnant le temps à l'Empereur de regrouper ses régiments plus en arrière. Le 14 février, ce dernier étrille Blücher à la bataille de Vauchamps et reste maître du terrain. Dans ces différents affrontements, la 3e division du 6e corps est menée par le général Lagrange et la 8e division par le général Étienne Pierre Sylvestre Ricard. Marmont remporte en outre une petite victoire au Gué-à-Tresmes le 28 février, avant de participer avec ses hommes à la bataille de Craonne le 7 mars.
Le 9 mars, dans le cadre de la bataille de Laon, les 10 000 hommes du 6e corps arrivent sur les lieux en début d'après-midi et s'emparent de quelques positions à l'est de la ville. Satisfait de ce résultat, Marmont interrompt son attaque et ordonne à ses hommes d'établir leur bivouac. Un raid inopiné des forces de Blücher dans la soirée prend les troupes du 6e corps au dépourvu et ces dernières sont rapidement mises en déroute. Le retour du colonel Charles Nicolas Fabvier, parti en mission avec 1 000 soldats, et la résistance déterminée de 125 vétérans de la Vieille Garde face aux assauts répétés de la cavalerie alliée dans le défilé de Festieux, permettent cependant à Marmont et ses hommes de s'échapper. Quelques jours plus tard, lors de la bataille de Reims, le 6e corps contribue à la reprise de la ville. Le 25 mars, il ne peut s'opposer à la progression des forces coalisées à Fère-Champenoise. Paris est occupée par les Alliés après une ultime bataille le 30 mars. Le 6e corps n'est alors plus que l'ombre de lui-même, avec 1 395 hommes sous Lagrange, 726 sous Ricard et 1 250 sous le général Jean-Thomas Arrighi de Casanova. Du fait de la capitulation de Paris, Napoléon abdique le 6 avril 1814.

### 1815

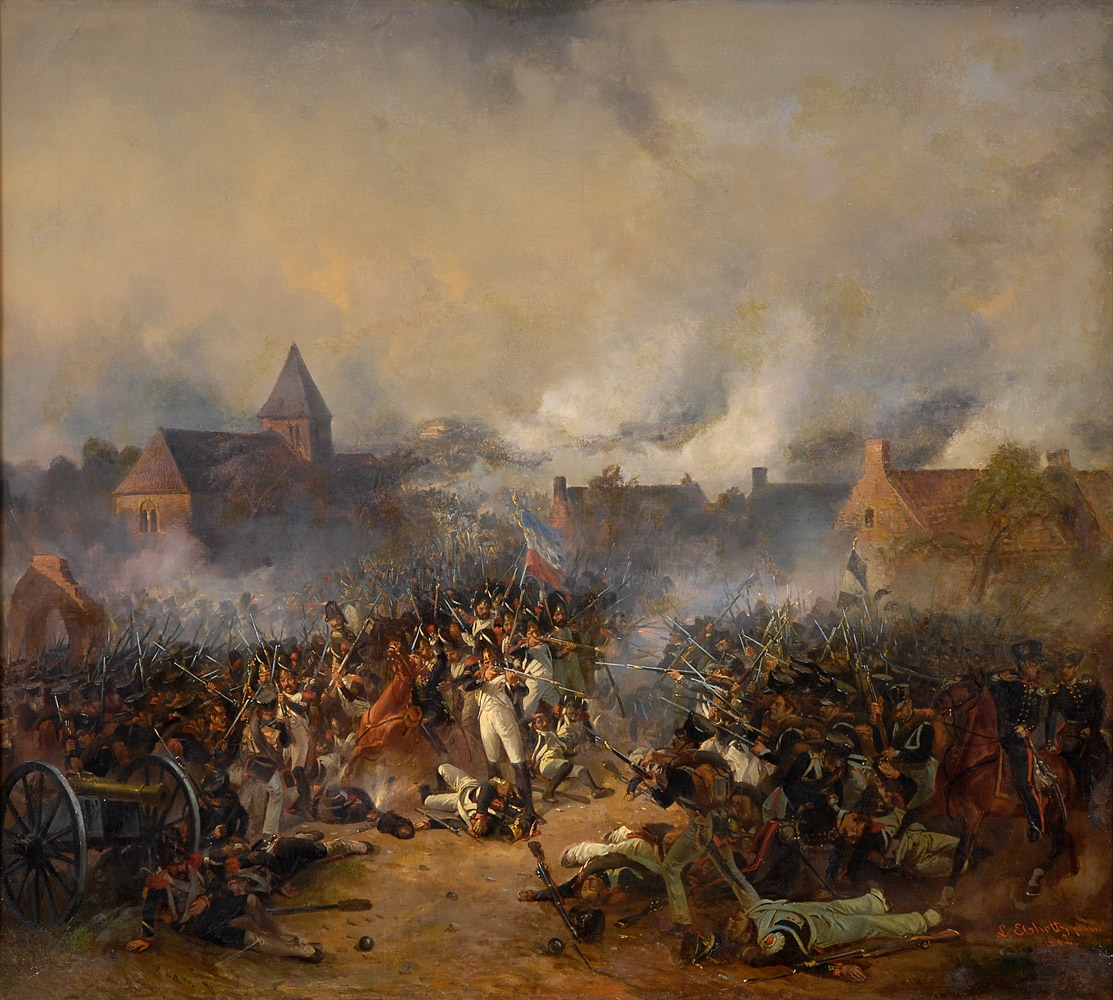
Assaut du village de Plancenoit lors de la bataille de Waterloo le 18 juin 1815, huile sur toile de Ludwig Elsholtz, 1843.

Durant les Cent-Jours, l'Empereur rétablit le 6e corps et en confie le commandement au général Georges Mouton. Ces troupes ne participent pas à la bataille de Ligny le 16 juin 1815, n'arrivant que tard dans la soirée pour camper à proximité des avant-postes prussiens. Le lendemain, Napoléon ordonne à Mouton de se diriger avec son corps vers l'ouest afin d'être en mesure d'attaquer l'armée britannique du duc de Wellington et de faire sa jonction avec la division de cavalerie légère du général Jacques-Gervais Subervie. Dans le même temps, la division du général François Antoine Teste est détachée du 6e corps pour servir à l'aile droite sous les ordres du maréchal Emmanuel de Grouchy.
Dans la matinée du 18 juin, alors que la bataille de Waterloo est sur le point d'être engagée, Napoléon positionne le 6e corps en deuxième ligne, la division Jeanin derrière la division Simmer, juste à l'ouest de la route menant de Charleroi à Bruxelles. Lorsque la nouvelle de l'approche des troupes prussiennes parvient dans le camp français, les deux divisions de Mouton sont envoyées sur le flanc droit, face à l'est, en retrait de la division Durutte. Vers 16 h, le général prussien Friedrich Wilhelm von Bülow lance ses forces à l'assaut et les troupes de Mouton, se battant à un contre trois, sont rapidement surclassées. Le commandant français remanie en urgence son dispositif en jetant la brigade postée sur son flanc droit dans le bourg de Plancenoit pendant que le reste de son infanterie ainsi que les divisions de cavalerie légère Subervie et Domon couvrent son aile gauche. 
Une lutte féroce s'engage pour la possession du village. Alors que les Prussiens semblent sur le point de l'emporter, 4 200 soldats de la Jeune Garde font leur apparition et les repoussent. Les troupes prussiennes continuellement renforcées finissent toutefois par reprendre l'avantage mais une nouvelle contre-attaque, cette fois conduite par 1 100 grognards de la Vieille Garde, les chassent de Plancenoit. Ce succès permet aux hommes de Mouton de maintenir leur ligne au nord de la localité. Les Prussiens réussissent en définitive à prendre le village à l'issue d'un combat sans merci qui se poursuit jusqu'à la tombée du jour. Ignorant tout de la déroute subie par Napoléon à Waterloo, la division Teste s'empare du hameau de Bierges le matin du 19 juin au cours de la bataille de Wavre, obligeant le 3e corps prussien à battre en retraite.

## Ordres de bataille

### Sur le Rhin, septembre 1805

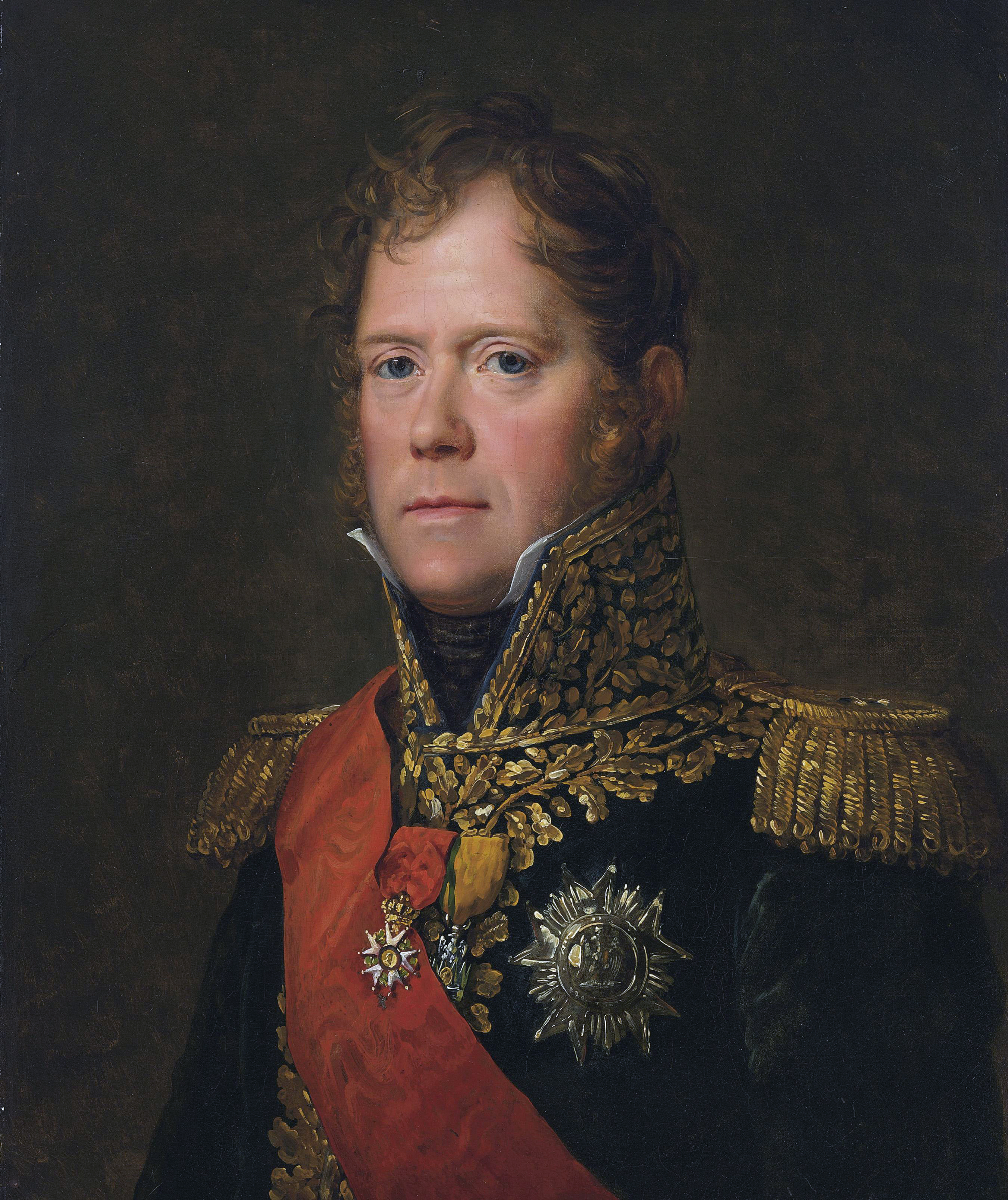
Le maréchal Michel Ney, qui commande le 6e corps de 1805 à 1811. Huile sur toile de François Gérard, vers 1805.

- Commandant en chef : maréchal Michel Ney — 21 250 hommes et 30 canons
- Chef d'état-major : général de brigade Adrien Jean-Baptiste du Bosc Dutaillis
- Commandant l'artillerie : général de brigade Jean Nicolas Seroux de Fay
- Commandant le génie : colonel Louis-Joseph Elisabeth Cazals
- 1re division : général de division Pierre Dupont — 6 bataillons, 5 146 hommes
  - Brigadiers : généraux de brigade Marie François Rouyer et Jean Gabriel Marchand
    - 9e régiment d'infanterie légère (2 bataillons, 1 763 hommes)
    - 32e régiment d'infanterie de ligne (2 bataillons, 1 662 hommes)
    - 96e régiment d'infanterie de ligne (2 bataillons, 1 721 hommes)
- 2e division : général de division Louis Henri Loison — 9 bataillons, 6 899 hommes
  - Brigadiers : généraux de brigade Eugène-Casimir Villatte et François Roguet
    - 6e régiment d'infanterie légère (2 bataillons, 1 742 hommes)
    - 39e régiment d'infanterie de ligne (2 bataillons, 1 646 hommes)
    - 69e régiment d'infanterie de ligne (2 bataillons, 1 716 hommes
    - 76e régiment d'infanterie de ligne (3 bataillons, 1 795 hommes)
- 3e division : général de division Jean-Pierre Firmin Malher — 9 bataillons, 7 069 hommes
  - Brigadiers : généraux de brigade Pierre-Louis Binet de Marcognet et Mathieu Delabassée
    - 25e régiment d'infanterie légère (3 bataillons, 2 023 hommes)
    - 27e régiment d'infanterie de ligne (2 bataillons, 1 828 hommes)
    - 50e régiment d'infanterie de ligne (2 bataillons, 1 714 hommes)
    - 59e régiment d'infanterie de ligne (2 bataillons, 1 504 hommes)
- Division de cavalerie : général de division Jacques Louis François de Tilly — 9 escadrons, 1 071 hommes
  - Brigadier : général de brigade Claude François Duprès
    - 1er régiment de hussards (3 escadrons, 375 hommes)
    - 3e régiment de hussards (3 escadrons, 342 hommes)
    - 10e régiment de chasseurs à cheval (3 escadrons, 354 hommes)
- Artillerie et génie — 1 065 hommes et 30 canons
  - 5 compagnies d'artillerie à pied (468 hommes)
  - 1 compagnie d'artillerie à cheval (94 hommes)
  - 6 compagnies du train (412 hommes)
  - Ouvriers, armuriers et pontonniers (91 hommes).

Source : Oleg Sokolov (trad. du russe, préf. général Robert Bresse), Austerlitz : Napoléon, l'Europe et la Russie, Saint-Germain-en-Laye, Commios, janvier 2006, 541 p. (ISBN 2-9518364-3-0), p. 463.

### Iéna, 14 octobre 1806
- Commandant en chef : maréchal Michel Ney — 19 267 hommes et 24 canons
- Chef d'état-major : général de brigade Adrien Jean-Baptiste du Bosc Dutaillis
- 1re division : général de division Jean Gabriel Marchand — 8 bataillons
  - 1re brigade : général de brigade Eugène-Casimir Villatte
    - 6e régiment d'infanterie légère (1er et 2e bataillons)

  - 2e brigade : général de brigade François Roguet
    - 39e régiment d'infanterie de ligne (1er et 2e bataillons)
    - 69e régiment d'infanterie de ligne (1er et 2e bataillons)
    - 76e régiment d'infanterie de ligne (1er et 2e bataillons)
- 2e division : général de division Gaspard Amédée Gardanne[note 1] — 8 bataillons
  - 1re brigade : général de brigade Pierre-Louis Binet de Marcognet
    - 25e régiment d'infanterie légère (1er et 2e bataillons)

  - 2e brigade : général de brigade Mathieu Delabassée
    - 27e régiment d'infanterie de ligne (1er et 2e bataillons)
    - 50e régiment d'infanterie de ligne (1er et 2e bataillons)
    - 59e régiment d'infanterie de ligne (1er et 2e bataillons)
- Brigade de cavalerie : général de brigade Auguste François-Marie de Colbert-Chabanais — 8 escadrons
  - 10e régiment de chasseurs à cheval (1er, 2e, 3e et 4e escadrons)
  - 3e régiment de hussards (1er, 2e, 3e et 4e escadrons)
- Artillerie — 24 canons (4 canons de 12 livres, 12 canons de 8 livres, 4 canons de 4 livres et 4 obusiers de 6 pouces) et 1 323 artilleurs
  - 1er régiment d'artillerie à pied (9e, 10e, 11e et 12e compagnies)
  - 2e régiment d'artillerie à cheval (1re et 5e compagnies)

Source : (en) David G. Chandler, Jena 1806: Napoleon Destroys Prussia, Westport (Connecticut), Praeger Publishers, 2005 (ISBN 0-275-98612-8), p. 36.

### En Espagne,1erfévrier 1809

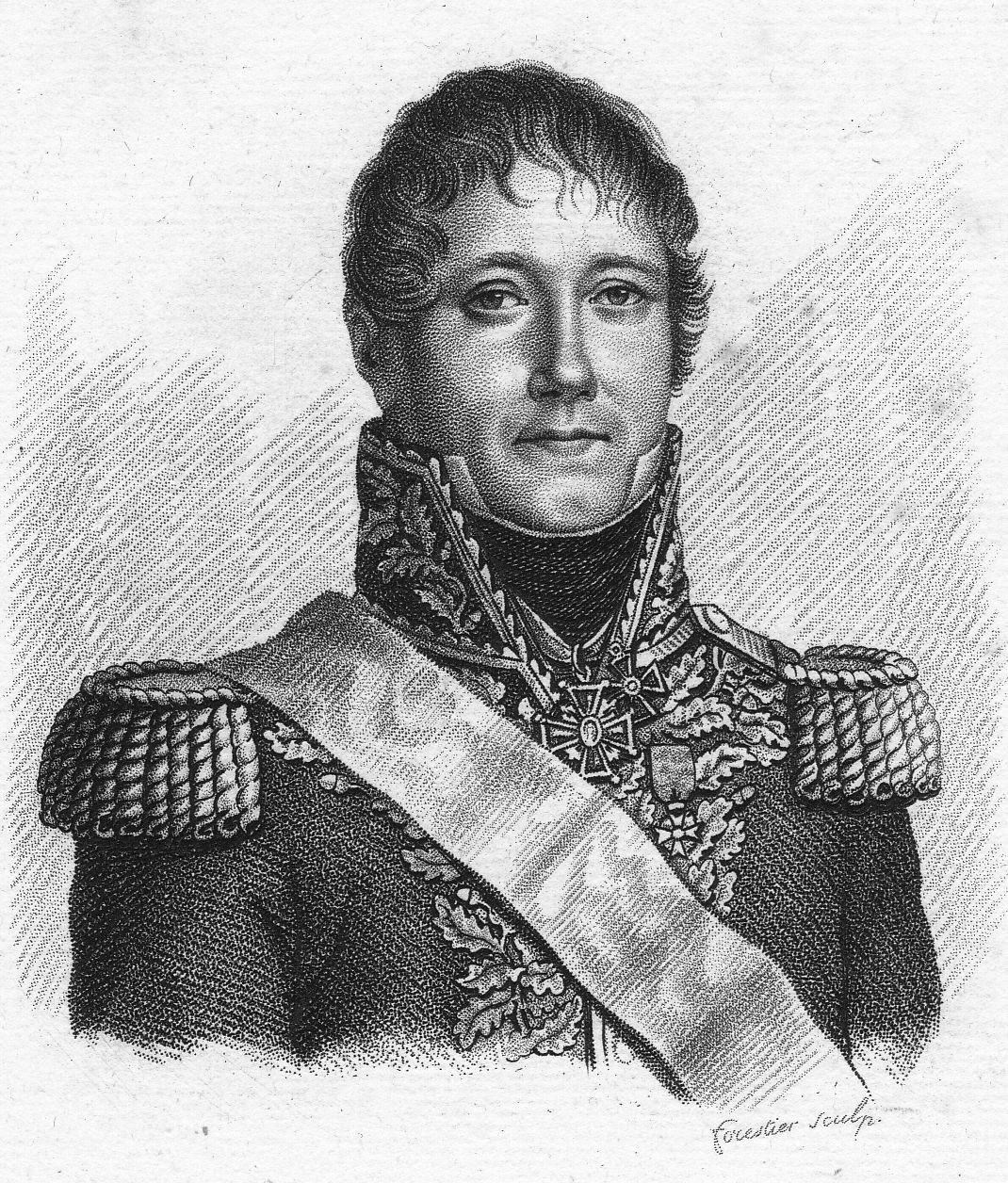
Divisionnaire du 6e corps entre 1806 et 1811, le général Jean Gabriel Marchand commande provisoirement l'unité en l'absence de Ney à la fin de l'année 1809.

- Commandant en chef : maréchal Michel Ney — 16 176 hommes et 30 canons
- 1re division : général de division Jean Gabriel Marchand — 6 853 hommes
  - 6e régiment d'infanterie de ligne (3 bataillons)
  - 39e régiment d'infanterie de ligne (3 bataillons)
  - 69e régiment d'infanterie de ligne (3 bataillons)
  - 76e régiment d'infanterie de ligne (3 bataillons)
- 2e division : général de division David-Maurice-Joseph Mathieu de La Redorte — 6 910 hommes
  - 25e régiment d'infanterie légère (3 bataillons)
  - 27e régiment d'infanterie de ligne (3 bataillons)
  - 50e régiment d'infanterie de ligne (3 bataillons)
  - 59e régiment d'infanterie de ligne (3 bataillons)
- Brigade de cavalerie : général de brigade Jean-Baptiste de Lorcet — 840 hommes
  - 3e régiment de hussards
  - 15e régiment de chasseurs à cheval
- Artillerie — 30 canons et 1 534 artilleurs

Source : (en) Charles Oman, A History of the Peninsular War Volume II, Mechanicsburg (Pennsylvanie), Stackpole, 1995 (ISBN 1-85367-215-7), p. 626.

### Au Portugal, 15 septembre 1810

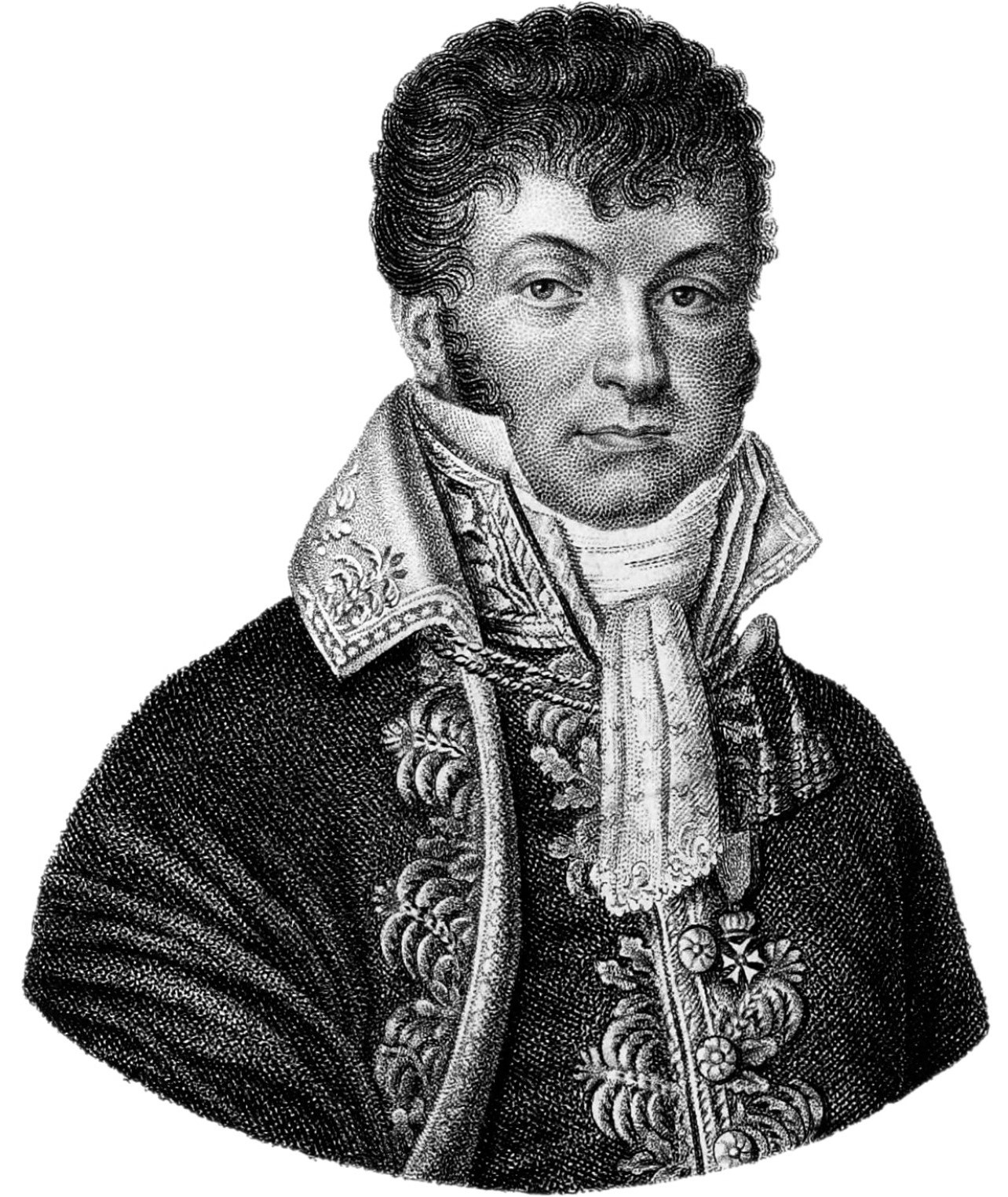
Le général Louis Henri Loison commande brièvement le 6e corps au printemps 1811.

- Commandant en chef : maréchal Michel Ney — 23 448 hommes
- Chef d'état-major : colonel Louis Samuel Béchet de Léocour
- 1re division : général de division Jean Gabriel Marchand — 11 bataillons, 6 671 hommes
  - 1re brigade : général de brigade Antoine Louis Popon de Maucune
    - 6e régiment d'infanterie légère, colonel Joseph Amy (2 bataillons, 1 478 hommes)
    - 69e régiment d'infanterie de ligne, colonel Joseph François Fririon (3 bataillons, 1 717 hommes)

  - 2e brigade : général de brigade Pierre-Louis Binet de Marcognet
    - 39e régiment d'infanterie de ligne, colonel Jacques-Pierre Soyer (3 bataillons, 1 686 hommes)
    - 76e régiment d'infanterie de ligne, colonel Jean Chemineau (3 bataillons, 1 790 hommes)
- 2e division : général de division Julien Auguste Joseph Mermet — 11 bataillons, 7 616 hommes
  - 1re brigade : général de brigade Martial Bardet
    - 25e régiment d'infanterie légère, colonel Vincent Marcel Deconchy (2 bataillons, 1 715 hommes)
    - 27e régiment d'infanterie de ligne, colonel Jean-Baptiste Pierre Menne (3 bataillons, 1 886 hommes)

  - 2e brigade : général de brigade Mathieu Delabassée
    - 50e régiment d'infanterie de ligne, colonel Fiacre Joseph Frappard (3 bataillons, 2 121 hommes)
    - 59e régiment d'infanterie de ligne, colonel Pierre Coste (3 bataillons, 1 894 hommes)
- 3e division : général de division Louis Henri Loison — 12 bataillons, 6 826 hommes
  - 1re brigade : général de brigade Édouard-François Simon
    - Légion du Midi, major Spring (1 bataillon, 564 hommes)
    - Légion hanovrienne, colonel Herrmann (2 bataillons, 1 158 hommes)
    - 26e régiment d'infanterie de ligne, colonel Pierre Barrère (3 bataillons, 1 625 hommes)

  - 2e brigade : général de brigade Claude-François Ferey
    - 32e régiment d'infanterie légère, colonel Martinel (1 bataillon, 413 hommes)
    - 66e régiment d'infanterie de ligne, colonel Jean-Pierre Béchaud (3 bataillons, 1 830 hommes)
    - 82e régiment d'infanterie de ligne, colonel Rocheron (2 bataillons, 1 236 hommes)
- Brigade de cavalerie : général de brigade Auguste Étienne Marie Gourlez de Lamotte — 1 680 hommes
  - 3e régiment de hussards, colonel Louis Marie Levesque de Laferrière (3 escadrons)
  - 15e régiment de chasseurs à cheval, colonel Pierre Mourier (3 escadrons)
- Artillerie : général de brigade Joseph Claude Marie Charbonnel — 1 431 hommes

Source : (en) Jean-Jacques Germain Pelet-Clozeau (édité, traduit et annoté par Donald D. Horward), The French Campaign in Portugal 1810–1811, Minneapolis (Minnesota), University of Minnesota Press, 1973 (ISBN 0-8166-0658-7), p. 518-520.

### Polotsk, 18 août 1812

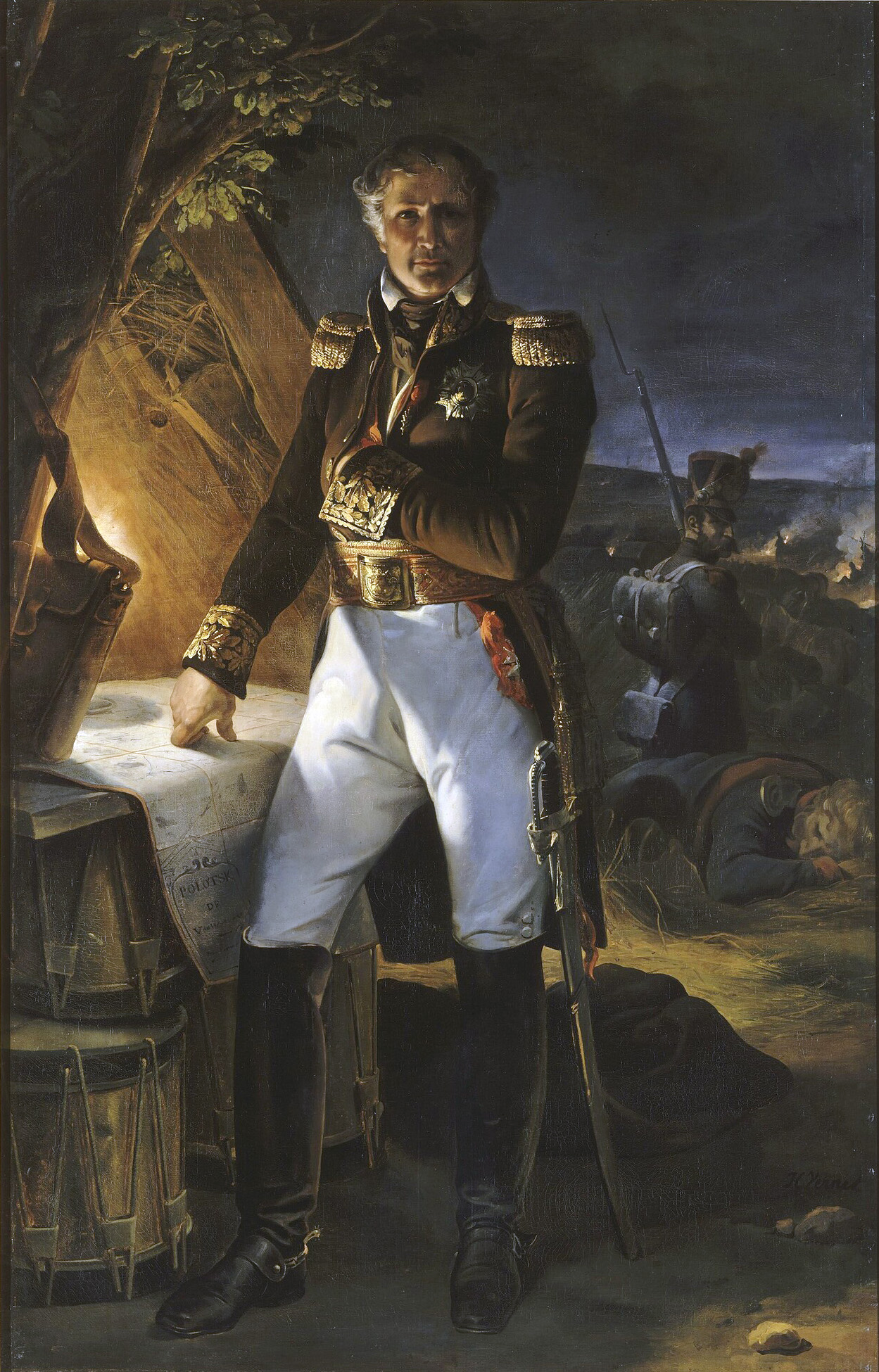
Le général Laurent de Gouvion-Saint-Cyr commande le 6e corps lors de la première bataille de Polotsk, victoire qui lui vaut son bâton de maréchal. Huile sur toile d'Horace Vernet, 1821, château de Versailles.

- Commandant en chef : général de division Laurent de Gouvion-Saint-Cyr — 28 bataillons, 23 228 fantassins
  - 19e division (bavaroise) : général-lieutenant Bernard Erasme von Deroy
    - 1er bataillon d'infanterie légère
    - 1er régiment d'infanterie de ligne (2 bataillons)
    - 9e régiment d'infanterie de ligne (2 bataillons)
    - 3e bataillon d'infanterie légère
    - 4e régiment d'infanterie de ligne (2 bataillons)
    - 10e régiment d'infanterie de ligne (2 bataillons)
    - 6e bataillon d'infanterie légère
    - 8e régiment d'infanterie de ligne (2 bataillons)

  - 20e division (bavaroise) : général-lieutenant Carl Philipp von Wrede
    - 2e régiment d'infanterie de ligne (2 bataillons)
    - 6e régiment d'infanterie de ligne (2 bataillons)
    - 4e bataillon d'infanterie légère
    - 3e régiment d'infanterie de ligne (2 bataillons)
    - 7e régiment d'infanterie de ligne (2 bataillons)
    - 5e bataillon d'infanterie légère
    - 5e régiment d'infanterie de ligne (2 bataillons)
    - 11e régiment d'infanterie de ligne (2 bataillons)

  - Cavalerie — 16 escadrons, 1 906 hommes
  - Artillerie — 55 canons

Sources : Chandler 1966, p. 1111 ; Smith 1998, p. 386.

### Leipzig, 16-19 octobre 1813

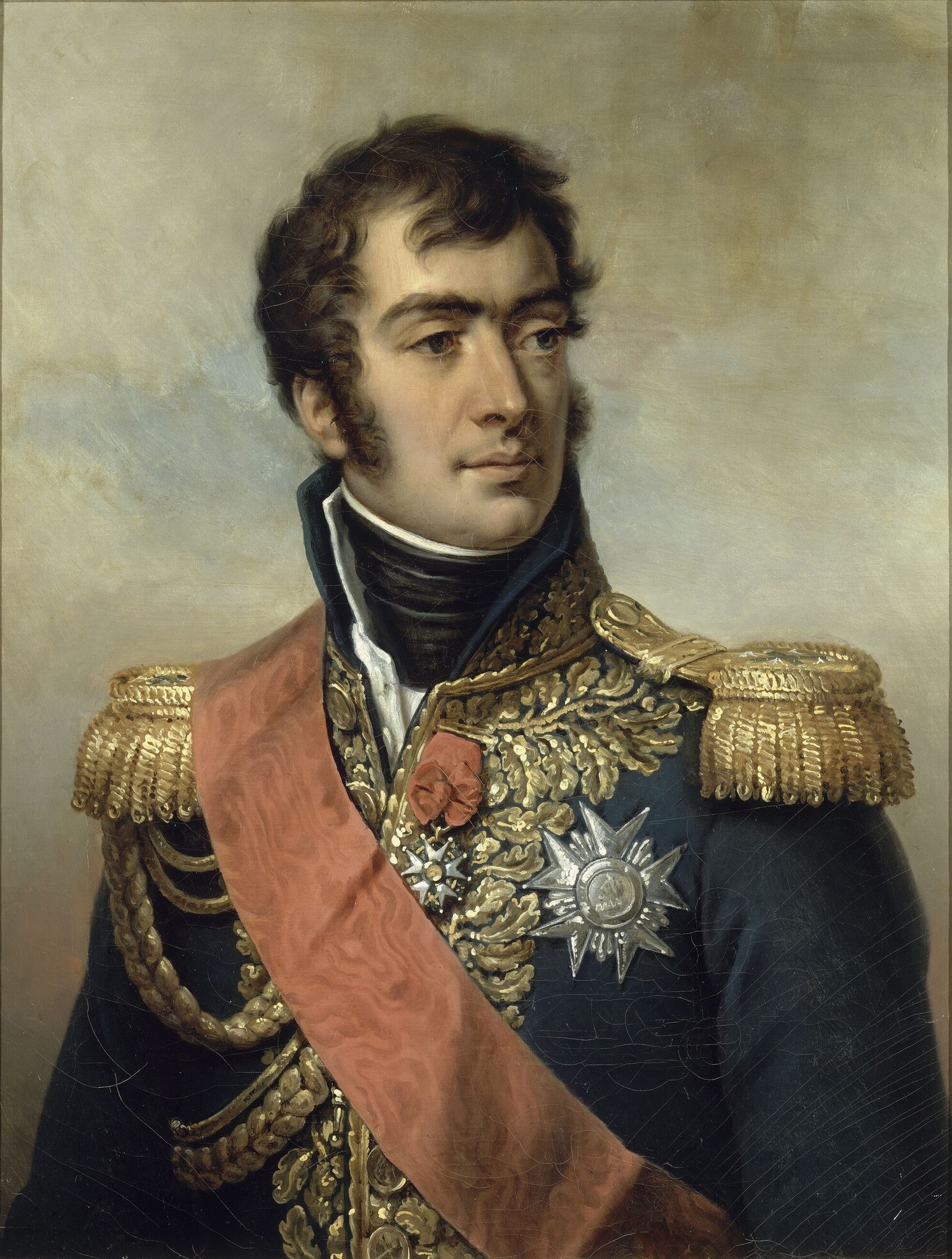
Le maréchal Auguste Frédéric Viesse de Marmont, commandant le 6e corps de 1813 à 1814. Huile sur toile de Paulin Guérin, 1837, château de Versailles.

- Commandant en chef : maréchal Auguste Frédéric Viesse de Marmont — 16 277 hommes et 82 canons
- 20e division : général de division Jean Dominique Compans — 5 079 hommes
  - 1re brigade : général de brigade Pierre de Pelleport
    - 32e régiment d'infanterie légère (2 bataillons)
    - 1er régiment d'artillerie de marine (5 bataillons)

  - 2e brigade : général de brigade Joseph Antoine René Joubert
    - 3e régiment d'artillerie de marine (3 bataillons)
    - 20e demi-brigade provisoire (2 bataillons)
    - 25e demi-brigade provisoire (2 bataillons)

  - Artillerie — deux batteries d'artillerie à pied, 16 canons
- 21e division : général de division Joseph Lagrange — 5 543 hommes
  - 1re brigade : général de brigade Charles Joseph Buquet
    - 2e régiment d'artillerie de marine (6 bataillons)

  - 2e brigade : général de brigade Jean-Baptiste Jamin
    - 37e régiment d'infanterie légère (4 bataillons)
    - 4e régiment d'artillerie de marine (3 bataillons)
    - Régiment Joseph Napoléon (1 bataillon)

  - Artillerie — deux batteries d'artillerie à pied, 16 canons
- 22e division : général de division Jean-Parfait Friederichs — 4 720 hommes
  - 1re brigade : général de brigade Jacques Robert Souslier de Choisy
    - 70e régiment d'infanterie de ligne (2 bataillons)
    - 121e régiment d'infanterie de ligne (2 bataillons)
    - 16e demi-brigade provisoire (2 bataillons)

  - 2e brigade : général de brigade Louis Jacques de Coehorn
    - 23e régiment d'infanterie légère (2 bataillons)
    - 15e régiment d'infanterie de ligne (2 bataillons)
    - 11e demi-brigade provisoire (2 bataillons)
    - 13e demi-brigade provisoire (2 bataillons)

  - Artillerie — deux batteries d'artillerie à pied, 16 canons
- 25e brigade de cavalerie : général-major von Normann — 935 hommes
  - Régiment de chevau-légers wurtembergeois Leib no 2 (4 escadrons)
  - Régiment de chasseurs à cheval wurtembergeois König no 4 (4 escadrons)
  - Artillerie : 1 batterie d'artillerie à cheval (6 canons)
- Réserve d'artillerie — 28 canons
  - 16 canons de 12 livres (deux batteries d'artillerie à pied)
  - 12 canons de 6 livres (une batterie d'artillerie à cheval et une batterie d'artillerie à pied)

Source : Smith 1998, p. 463.

### Waterloo, 18 juin 1815

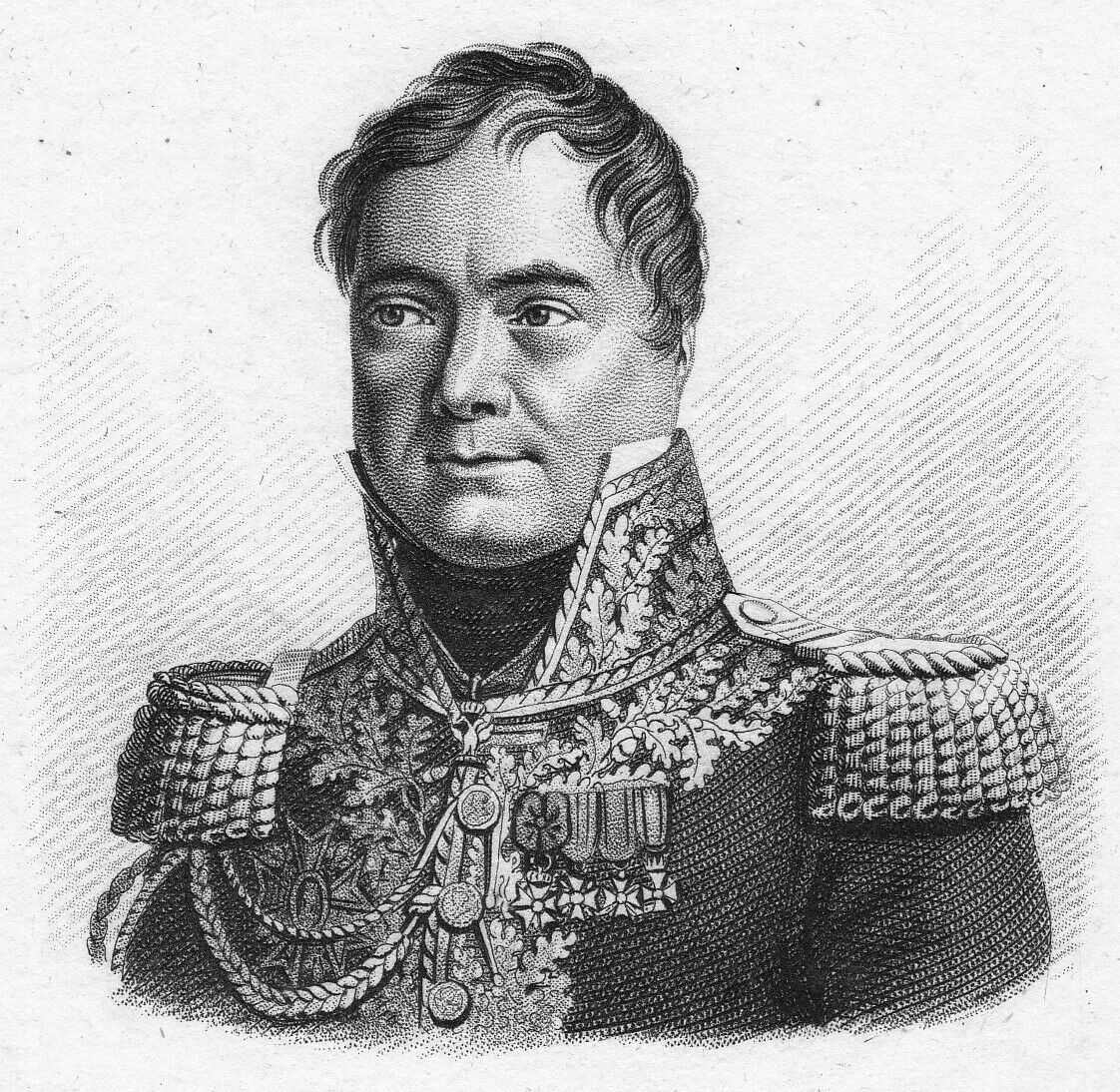
Le général Georges Mouton, commandant le 6e corps durant la campagne de Belgique en 1815.

- Commandant en chef : général de division Georges Mouton, comte de Lobau — 6 950 fantassins et 24 canons
- Chef d'état-major : général de brigade Antoine Simon Durrieu
- Commandant l'artillerie : général de division Henri Marie Lenoury
- Commandant le génie : général de brigade Bonaventure Hippolyte Sabatier
- 19e division : général de division François Martin Valentin Simmer — 3 925 hommes et 8 canons
  - 1re brigade : général de brigade Antoine Alexandre Julienne de Bellair
    - 5e régiment d'infanterie de ligne, colonel Jean-Isaac Roussille (2 bataillons)
    - 11e régiment d'infanterie de ligne, colonel Alexandre Charles Joseph Aubrée (3 bataillons)

  - 2e brigade : général de brigade Louis Marie Joseph Thévenet
    - 27e régiment d'infanterie de ligne, colonel Pierre Étienne Simon Gaudin (2 bataillons)
    - 84e régiment d'infanterie de ligne, colonel Pierre André Rémy Chevalier (2 bataillons)

  - Artillerie — 8 canons de 6 livres
    - 8e régiment d'artillerie à pied, capitaine Parisot (1re compagnie)
- 20e division : général de division Jean-Baptiste Jeanin — 3 025 fantassins et 8 canons
  - 1re brigade : général de brigade François Bony
    - 5e régiment d'infanterie légère, colonel François Théodore Curnier de Pilvert (1 bataillon)
    - 10e régiment d'infanterie de ligne, colonel Jean Pierre François Dieudonné Roussel (2 bataillons)

  - 2e brigade : général de brigade Jacques Boudin de Tromelin
    - 107e régiment d'infanterie de ligne, colonel Jean Drout (1 bataillon)

  - Artillerie — 8 canons de 6 livres
    - 8e régiment d'artillerie à pied, capitaine Paquet (2e compagnie)
- Réserve d'artillerie — 8 canons de 12 livres
  - 8e régiment d'artillerie à pied, capitaine Chaudon (4e compagnie)

Sources : (en) Philip Haythornthwaite, Uniforms of Waterloo, New York, Hippocrene Books, 1974 (ISBN 0-88254-283-4), p. 181-182 ; (en) Stephen Millar, « French Order-of-Battle at Waterloo: 18 June 1815: The Infantry », sur napoleon-series.org, juin 2004 (consulté le 15 avril 2021) ; (en) « Waterloo Orders of Battle: Supporting articles in Strategy & Tactics #292 and #293 and the games Wellington’s Victory and Napoleon’s Last Battles », sur decisiongames.com, 2015 (consulté le 15 avril 2021), p. 8.